# Jardin d'immeubles Albert-Bartholomé
Le jardin d'immeubles Albert-Bartholomé est un espace vert du 15e arrondissement de Paris, en France.

## Situation et accès
Le jardin est accessible par l'avenue Albert-Bartholomé, le square Albert-Bartholomé et le square Brancion.
Il est desservi par la ligne 13 à la station Porte de Vanves et par la ligne 3a du tramway d'Île-de-France à la station Brancion.

## Origine du nom
Il doit son nom à la proximité de l'avenue Albert-Bartholomé, qui doit son nom à l'artiste peintre et sculpteur français Albert Bartholomé (1848-1928).

## Historique
Le jardin est créé en 1957.